# سفارة المكسيك في النرويج
سفارة المكسيك في النرويج هي أرفع تمثيل دبلوماسي لدولة المكسيك لدى النرويج. تقع السفارة في وهي تهدف لتعزيز المصالح المكسيكية في النرويج.

## وصلات خارجية
- الموقع الرسمي
- قائمة سفارات المكسيك
- قائمة السفارات في النرويج